# Teleportering

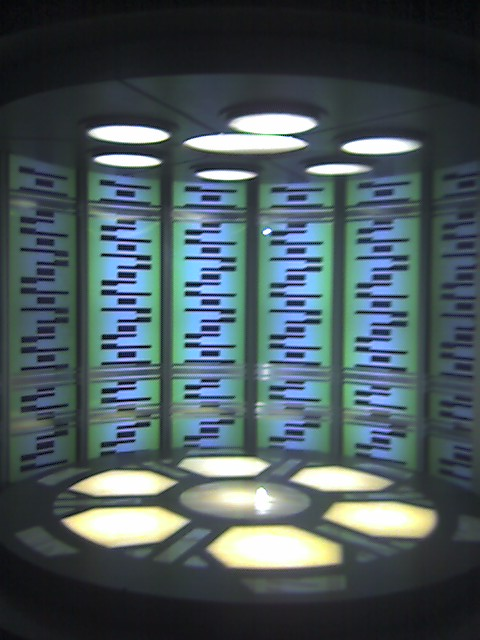
Transportrummet i rymdskeppet USS Enterprise (NCC-1701-D) där teleportering behandlas. Från tv-serien Star Trek: The Next Generation i det fiktiva universumet Star Trek.

Teleportering innebär att flytta föremål från en plats till en annan plats utan att korsa rummet, med hjälp av teknologi, om inte också med biologisk förmåga. Teleportering är vanlig inom science fiction, som i de fiktiva universumen Star Trek och Stargate.
Det närmaste vetenskapen lyckats åstadkomma och som kan jämföras med teleportering är överförandet av en atoms egenskaper på en annan. Kvantteleportering är ett aktivt forskningsfält, där en partikels eller ett system av partiklars exakta tillstånd kan återskapas på annan plats än originalet. Det handlar dock om förflyttning av information, inte materia.
Ordet "teleportering" myntades 1931 av den amerikanske författaren Charles Fort. Ordet består av det grekiska prefixet tele- (uttalat ['tele]), "fjärran", "avstånd", och det latinska verbet portare ([pɔr'taːrɛ]), "att bära". Första gången som Fort använde begreppet är i andra kapitlet i hans bok Lo!, också från 1931.